# Кремницкие гэги (фестиваль)
Кремницкие гэги (словац. Kremnické gagy, с подзаголовком «Европейский фестиваль сатиры и юмора») — международный многожанровый фестиваль, проводимый ежегодно в конце августа в словацком городе Кремница. Фестиваль организуется с 1981 года. В 2015 году прошёл в 35 раз. У фестиваля есть свой гимн — «Юмор победит» (автор Милан Маркович).

## О фестивале
Изначально фестиваль носил название «Словацкие гэги». Проводить фестиваль предложили актёры Кремницкого театра. Первым местом проведения стал молодёжный клуб «Лабиринт». Первый фестиваль открылся 13 ноября 1981 года премьерой кабаре-постановки «Non Teatro Buffo, или Сага словацкого гэга» (авторы Ян Факла и Роман Выкисалы) и выступлением нескольких камерных любительских театров. Тогда же был основан виртуальный Университет сатиры и юмора, первым ректором которого стал выдающийся словацкий режиссёр-мультипликатор Виктор Кубал.

В 2017 году фестиваль пройдёт с 01 по 03 сентября.

### 35-й фестиваль «Кремницкие гэги»
На юбилейном фестивале на тринадцати сценических площадках было представлено творчество около 300 артистов, театральных деятелей, музыкантов, кукольников, художников, мимов, клоунов, танцоров, чтецов и уличных артистов из Чехии, Словакии и других стран Европы. Председателем жюри — Международной академии юмора (действует с 2004 года) в 2015 году был чешский актёр, мим, драматург и сценарист Болек Поливка (род.в 1949 г.). Гран-При и приз «Золотой гусак» за уличные подвижные выступления получил канадский артист Лео (Уильям Боннет) за антигравитационное шоу Лео канадско-немецкой компании «2Т & Chamäleon Productions».
Впервые на фестивале был представлен жанр стэнд-ап комедии. Троица Растё Вишокаи, Милан Ласица и Стано Данчак получила приз за пожизненный вклад в искусство. В рамках фестиваля также прошла выставка ретрокарикатур «Архикатура» / Archikatúra (1992—1996)

## Гимн фестиваля
SRANDA VÍŤAZÍ
Hymna Kremnických gagov
Tam pod Skalkou nad Kremnicou salvy znejú.
Nie sú to výstrely, to ľudia sa smejú.
Tak, kde po stáročia razili dukáty,
sú Slováci aj smiechom bohatí.
A tam, kde stojí stĺp, tá spomienka na mor,
šíri sa nákaza len na humor.
Kde je vedľajšie, kto koho porazí,
tam vždy sranda víťazí!
Перевод:
ЮМОР ПОБЕДИТ
Гимн фестиваля «Кремницкие гэги»
Там, под Скалкой, над Кремницей, слышны взрывы.
Нет, это не выстрелы, это взрывы смеха.
Там, где столетиями чеканили дукаты,
Живут богатые на юмор словаки.
Там, где стоит колонна, напоминающая об эпидемии чумы,
Люди теперь заражаются только юмором.
Здесь не важно, кто кого обыграет.
Здесь всегда юмор побеждает!

### Гран-При
- 2015: Leo[2]
- 2014: Humor in Concert, пара Гоголь и Мэкс[5]